# ラッキーチャンス!
『ラッキーチャンス！』は、有沢まみずによる日本のライトノベル作品。イラストはQP:flapperが担当。電撃文庫（メディアワークス→アスキー・メディアワークス）より2007年12月から2011年10月まで刊行された。本作は本編中の描写や登場人物の発言の中で、著者の前シリーズ『いぬかみっ!』と世界観や設定が共通している。

## あらすじ
男子高校生、外神雅人は幼いころから常軌を逸した不運を抱え、赤貧にあえぎながらも持ち前の前向きさで乗り切り、後見人や友人たちに支えられながら人知れず霊能者として日々の糧を得ていた。そんなある日、雅人の元に「福の神」の少女キチが現れる。雅人はついに不運な日々から脱することができると喜び勇むが、キチは福の神に転職したばかりで福の神としての力をうまく使えず、しかも以前は「疫病神」だったという。こうして、「日本一不幸な少年」雅人と、彼を幸せにすることに使命感を燃やす「福の神の少女」キチとの奇妙な共同生活が始まった。

## 登場人物

### 主要人物
外神 雅人（とがみ まさと）
主人公。霧ヶ峰高校に通う（と言うよりも、住み着いている）高校生。1年B組に所属。ボサッとした茶髪に、柔和そうな顔立ちの少年。明るく温厚な性格だが、すさまじく運が悪い。幼い頃から常に不幸に付きまとわれているが、タフでポジティブな精神を持ち、また自分を偽らない真っ直ぐな性根のためあまり悲壮感がない。金が無いので昼食は托鉢（クラスメイトにおかずを分けてもらう）をしてしのいでいる。キチがくるまではサモン＝時二郎の後見の元で一人暮しをしていた。
実は日本最強と謳われる「ごえん使い」と呼ばれる霊能者であり、サモン＝時二郎から学校の管理している土地の霊的管理人を任され、主に学校内の悪霊払いの仕事を受けて生活費を得ている。「日本最強」の肩書きに違わず、普通なら4, 5枚でも操るのが難しい霊符（5円玉）を2000枚も操るほどの霊力を持つ。幼い頃、霊力の測定単位であるT・I値で3600という数字をはじき出し、その力を恐れた者達に「神狼」と呼ばれた。しかし自身の戦闘スタイルのため赤貧に磨きがかかっている。そのため、全力を出して戦うことはめったに無い（出したくても金が無くて出せないことも）。
月に2、3回程理屈は不明だが、普段とは比べ物にならない程の夥しい不運が連続して起こることがある。
クラスメイトの二之宮良子に憧れているが、生来の不幸体質からくる女性への縁の無さのために、彼女が自分に好意を向けている事には全く気付けていない。巨乳好き。当初は良子に夢中であったが、次第に自分に献身的であるキチや、時折たおやかな面を見せる天草沙代の事も女性として意識し始めており、特に天草沙代とはマルクリエール里子の予言によって、本当に結ばれる寸前にあったが、彼女が自制心によって最後の行為を行わなかった為、予言は未遂に終わっている。
キチ
雅人を幸せにするためにやってきた福の神の少女。ただし疫病神から福の神に転職したばかりで失敗が多く、常識にも疎い。外見は12〜14歳程度の少女のもので、雅人に指摘されてからは胸が無いことも若干気にしている。精神的には外見以上に幼く、感情をそのまま言葉や行動に表す。また羞恥心が無いに等しいため、度々雅人を慌てさせる。雅人曰く、仔猫。普段は霊力を持たないものには視認できない霊体の形で浮遊しているが、実体化も可能。福の神の能力として「両替崩し」と「幸運招来」が使えるが、いまいち使いこなせていない。
二ノ宮良子に雅人との同居がバレた際、サモン＝時二郎の助言で雅人の妹「外神キチ」として認知されることに。
疫病神であった頃は人間としての感情は存在しなかったらしい。しかし本人は疫病神として災厄を振りまいた自身の所業を記憶しており、ひそかに葛藤を抱えている。
3巻終了時に雅人のクラスに転入することになる。
疫病神になった場合、禍津神「大凶」として、漆黒の霊衣、暗黒色の髪、ぽっかりと虚ろに空いた目、三日月形になった口という風貌になり、黒い帯を体にまとわせているような形となる。
唯一の必殺技として「激発自壊」をもつが、羽切千夜には対抗策がある模様。
二之宮 良子（にのみや りょうこ）
雅人のクラスメイト。クラスのアイドルで超お金持ち。家業である企業体「TNグループ」のT部分の継承権を持っている（理由は後述）。温厚でおとなしい性格。小柄だがかなりスタイルがいい。炊事なども一通りこなし雅人の「お嫁さんにしたい女の子No.1」となっている。純真で恋愛感情には疎いが、以前、雅人が自らの身を省みずに仔猫を助ける現場に遭遇して以来、雅人の事を好意的に感じ、純朴な彼の人柄に接するうちに次第に惹かれていく。本人は自覚していないが霊感があり、雅人、キチ、時二郎に共通した雰囲気（霊的資質）を感じ取っている。
また、外観に似合わない怪力を発揮する事があり、ベットを両手で振り被り二ノ宮 速彦の上に投げ落とす、酔った状態で調理器具を曲げるなどのシーンがある。これは彼女の女系血族が400年以上続く「高天の血」の持ち主である「高天の女」であることが原因。「高天の女」は伴侶を守ることが最大の喜びとされ、その力を行使した結果として伴侶の財力・権力を持たせる「高天（T）グループ」となっている。また、伴侶選びに関しても伴侶を自分自身で選ぶ「高天のやり方」を誇りとしており、二之宮家には両家の正式な後継者は良子自身が選ぶという約束をしていると良子の母が語っている。
ライバルである天草 沙代の出現により、日に日に増してゆく雅人への（恋と気付けない）想いがあるエピソードで高まり、母親に雅人の保護を求めた所、第6巻にて「テスト」のために雅人と連れてこられた無人島で、窮地に陥った雅人を前にして自身の恋愛感情を認め「龍拳を握る菩薩”高天の血”」が完全覚醒し、雅人（五円玉を所持していないため霊能力を使えない）を窮地に追い込んだゴリラを圧倒する力を発現した。ただ雅人はこのエピソードで逆に二之宮 良子との人間としての差を自覚し、自身を高めるためあえて天草 沙代の実家へ転がり込むことになった。
なお、「高天」とは天津神の住まう所を表すものの1つであり、古事記「岩屋戸開き」では、天照大神を岩屋戸から引きずり出した人物として高天一の怪力「天手力男命（アメノ:タヂカラオノミコト）」が登場している。
また、単行本一巻で「バスト98」と表記されているのは作者の誤植で、「バスト88」が正解。作者のブログや2巻のあとがきで訂正している。
天草 沙代（あまくさ さよ）
雅人の前に姿を現した霊能者の少女。その正体は内閣官房直属の特命霊的捜査官であり、中でも史上最年少でその資格を得たエリート。雅人と同い年。日本有数な霊的な名家である「天草一族」の末裔。霊的な力で物理法則に「嘘」を紛れ込ませる「世を誑かす理（トーカー・トーカー）」という能力と、錫杖を縦横無尽に振るう棒術を武器に戦う。T・I値920。
非常に気が強い性格で、プライドが高く負けず嫌い。反面、おだてられると調子に乗りやすい。また、「嘘」について強い拘りを持っており、サモン＝時二郎のように本心を隠して飄々と行動する人間を毛嫌いしている。小・中学生時に霊能者としての修行に明け暮れ、またそれにかこつけて保健体育の授業をサボり続けていたため、性的な知識が欠落しており、その手の話題に免疫がない。その後、恥ずかしい努力によって何とか克服している。
直属の上司からの指令で、強力な疫病神から福の神へと転進したキチと、キチが取り憑いた相手である雅人を調査するためにその周辺に姿を現す。「日本最強」と謳われる雅人に鬱屈した感情を持ち、紆余曲折の末に彼と私闘、その「全力」の前に敗北。以降は雅人に強いライバル心を抱くようになる。
後に雅人に仕事の協力を依頼するが、その時の件を経て雅人の事を男性として意識し始める。彼が人外の女性にモテたり二ノ宮良子に夢中である事に嫉妬心を抱いているが、つっけんどんな態度をとりながらも雅人を助けるといったツンデレな面を見せるようになっている。
実は、マルクリエール里子の予言によって雅人と結ばれる運命にあったが、自らの行いによって叶わずに終わっており、またその事実についても知らない（知っているのは、雅人のみ）。
トト
時二郎が契約した魔神クラスの精霊。本性は白の蛇で数百年生きている。雪と氷の顕現なので氷等を操ることが出来る。
雅人のことを初めて会った時から気に入っていて、現在のキチ最大のライバル。時二郎曰くキチとは色々な意味で互角の存在らしい。
喋れないように振舞っているが実はちゃんと喋れる。

### 霧ヶ峰高校
サモン＝時二郎（さもん ときじろう）
雅人の通う霧ヶ峰高校の校長。外見は痩身の美青年だが中身はオカマ。雅人の日常生活における後見人的な存在で、住居の手配などの世話をしている。常に飄々とした態度で雅人やキチ達を見守っているが、何かと雅人をからかったり弱みを握って無理難題を押し付けたりしているため、雅人からは信頼されつつも警戒されている。曰く、「フレンドリーな友達」がおり、雅人の貞操を狙っているらしい。
雅人同様に霊能力者で、その名のとおり召喚術の使い手。地脈の影響で雑霊のたまりやすい霧ヶ峰高校近辺の土地の霊的管理人に雅人を任じ、悪霊退治の仕事などを依頼している。T・I値750前後（自称）。普段の言動とは裏腹に切れ者で、何らかの思惑の元、キチの存在を「雅人の妹」として社会的な枠組にはめ込んだり、天草沙代の来訪もいち早く察知してその行動を誘導したりしている。
山口 亮亜（やまぐち りょうあ）
雅人のクラスのクラス男子委員長。学校のはす向かいに在する寺、賢剛寺の息子で、学校では「和尚」と呼ばれている。自ら仏門の道を語り、面倒見が良い。特に男子には絶大な人気を誇っているが、女子にはイマイチ、ウケが悪い。その理由は、本人が年齢にあるまじきエロ道の求道者であるため。十畳ほどの自室は、まさしく「漢の本懐」とでも言うべき、究極のエロ資料室と化しており、特に写真集やAVなどはデータを女優別にファイリング保管するまでの念の入れよう。これら蒐集物を称して「極楽コレクション」と堂々と言うド変態。別名「エロ坊主」。
桐島 藤治（きりしま とうじ）
雅人のクラスメイトであり、中学時代からの友人。浅黒い肌が特徴。学校では主に亮亜、雅人と三人で行動を共にしている。友人思いで、血気盛んな性格。性格的に好対照な亮亜とは雅人を通じて知り合った。「女の子と仲良くなること」を趣味としているが、あらゆる意味で「女運」が非常に悪い。
佐野 夏美（さの なつみ）
雅人のクラスメイトで、女子委員長。明るく真面目な性格の姉御肌。身長148センチと小柄で細身な体格に反し、強いリーダーシップと存在感、面倒見のよさで女子だけでなく男子にも慕われている「女ボス」。二之宮良子と仲が良く、あれこれ世話を焼いたりしている。
今上 さゆり（きんじょう さゆり）
霧ヶ峰高校の教師で、雅人たちのクラスの担任。科学の担当教員で、抜群のスタイルの上に常に白衣を身にまとう。
女性ながらぶっきらぼうで男勝りな言動と、すさまじい運動能力（100m11秒台）から霧ヶ峰高校の暴れ虎と呼ばれ恐れられる女丈夫。
津向徹也（つむぎ てつや）
雅人のクラスメイトの一人。暗い外見をしており、性格も暗い。キチを女神のように崇拝しており、彼女ともっと親密になろうとしているものの、存在感が異様に薄く、どこにいても、周囲からその存在を忘れられる。
戸川菊子（とがわ きくこ）
雅人のクラスメイトの一人。黒髪のロングヘアであり、透き通るほどの白い肌。しかし、かなりの美人であるにもかかわらず、前髪によって目が隠れており、暗い何かを感じさせる。籐治に思いを寄せており、ストーカーの如く神出鬼没に彼の前に現れる為、非常に不気味がられており、それは本人の悪夢によってうなされるほどである。通称「ストーカノジョ」。しかし、酔いつぶれた良子に丁寧にお辞儀をして、眠ってしまった彼女が風邪を引かないよう布団を掛けてあげるなど、割と優しい面も持っている。
本人は気付いていないが、マルクリエール里子の予言によって籐治と運命的に結ばれている。

### 中央および霊能業界関係者
仮名史郎
前作『いぬかみっ!』より引き続き登場している特命霊的捜査官。天草沙代の上司であり業務上の監督指導者。優秀ではあるが人格的には何かと問題がある沙代に対して彼女に気付かれぬようにフォローをするとともに、その生まれゆえの問題を何とか解決しようと奔走している。
作品初期は名前等は表立っては表記されず、口調や仕草などで仮名であると推察できるような描写をされていた。本格的に名前を出して本編に登場したのは7巻より。
前作に引き続き、本作でも術をかけられた速彦に迫られるなどヘンタイ的な騒動に巻き込まれる。啓太との交流は本作でも続いており、時折、彼と行動していた頃の事や彼自身の事を語る場面もある。
羽切 千夜（はぎり せんや）
天地開闢医局を束ねる羽切の姫であり、未来を予知できる「不可避の神目」の持ち主。また「微睡む左神」と呼ばれるキチの疫病神としての必殺技を打ち破る鈴を持つ。かつては雅人と双子のように仲良かった幼馴染であったが、今では雅人自身「あの鈴の音だけは二度と聞きたくない」というほど疎遠となっている。仲を違える際、雅人の背中に傷を付けた模様。「地獄鳥」という魔人クラスの精霊を従えており、トトに完勝している。
川平啓太（かわひら けいた）
前作『いぬかみっ!』の主人公。10巻に登場。仮名史郎の友人。中央に保護されていた時代の雅人と面識があり、その頃の彼を「気弱で、根暗そうな坊や」と評す一方で仮名より雅人の近況を聞き、彼の成長に心から喜び興味を示した。
表(普段)の顔は獣医であり「ちょっと厄介な動物」を相手に医療活動を行っている。その一方、業界では「最高の霊能者」（マスター・オブ・ハイアスト）の称号と共に北日本を代表する最高の霊能力者として、その名をとどろかせている。ただし相変わらず、きちんとした儀式や式典の場は苦手であり、またそうした事を行う「格式ある家柄」は彼の事を苦手としているため、重要な席は余程のことが無い限りは川平本家の宗家と正統後継者となった従弟の薫に任せているようである。

### TNグループ
二ノ宮 速彦（にのみや はやひこ）
二之宮良子の実兄。容姿端麗で常に紳士然と温厚かつ実直に振る舞い、仕事も極めて優秀な企業人だが、重度のシスコンで妹である良子の事になると人が変わったようになる。その溺愛ぶりは常に妹の写真を肌身離さず持ち歩き、きっちりまとめた高級スーツの裏地やその下のシャツに妹の写真を加工してプリントしているほど。表面からは、一見妹と似ている部分は無いように見えるが、「ショッキングな出来事によって気を失ってしまう」といった精神的に似た面はある。
家業である企業体「TNグループ」のN部分（二之宮グループ）の継承権を持っているが、上述の理由でNグループに関しても妹の二之宮 良子に継承権が回る可能性があることを示唆している。
人の本質を見抜く目に秀でており、良子が何かと気にかけている雅人に対し強烈な敵意と嫉妬の念を向けてはいるが、一個人としての彼の誠実さは認めている。また、根拠のない誹謗中傷を嫌悪するなど、正義感の強い人物。

## 用語
ごえん使い
五円硬貨を霊符として使用する霊能力者。またはその能力そのものを指す言葉でもある。霊能力のレベルとしてはかなり高い位置にあり「ごえん使い」であるだけで、間違いなく「日本最強」と呼ばれる技能。
硬貨そのものを使用するのではなく、様々な人手を経て自らの元にやってきた硬貨に付着した「縁」による霊力を自らの霊力で増幅させて使用する。故に通常、自身で自前の霊能力をそのまま使うよりも、より強力な技を繰り出すことができる。これが「日本最強」と呼ばれる由縁でもある。
その代わり、曲がりなりにも能力の使用に硬貨を必要とするため、通常の霊能力者よりもあからさまに能力使用に対する金銭的持ち出しのウェイトが高いというデメリットがある。使用した硬貨は再利用できず、そのままどこかへ飛んでいってしまうため、能力を使えば使うほど金銭的被害は大きい。
両替崩し
キチの能力。その名の通り、大きな金銭（札）を硬貨に変える能力。崩していく課程で、いつの間にかお金が増える。が、利率が0.0005（いわゆる五毛）であるため、5円稼ぐために一万円を次々崩していかなくてはならない。一万円すらも高嶺の花である貧乏人、雅人には非常に宝の持ち腐れに近い能力である。
幸運招来
キチの能力。自らのパートナーに対して「福言葉（らっきーわーど）」を放つことで、相手に最大限の福をもたらす。しかし、肝心の「福言葉」は福の神自身がパートナーとの関連性から見つけ出さねばならず、中途半端な言葉を「福言葉」にすると、因果律が暴走し、一瞬の福の対価として膨大な不幸が押し寄せる結果となる。キチの福言葉は「大好き！」。
T・I値
霊力の測定単位。
世を誑かす理（トーカー・トーカー）
天草沙代の能力の名前。霊的な力で物理法則に「嘘」を紛れ込ませる能力であり、炎や氷を自在に操って攻撃したり、相手の精神に作用して本音をしゃべらせることもできる。発動の際は台詞と逆の内容のルビが振られており、ルビの内容がそのまま効果となって現れる。

## 既刊一覧
- 有沢まみず（著）・QP:flapper（イラスト） 『ラッキーチャンス！』 メディアワークス→アスキー・メディアワークス〈電撃文庫〉、全10巻
  1. 2007年12月25日初版発行（12月10日発売[1]）、ISBN 978-4-8402-4123-6
  2. 2008年2月25日初版発行（同日発売[2]）、ISBN 978-4-8402-4170-0
  3. 2008年5月10日初版発行（同日発売[3]）、ISBN 978-4-04-867057-9
  4. 2008年10月10日初版発行（同日発売[4]）、ISBN 978-4-04-867269-6
  5. 2009年6月10日初版発行（同日発売[5]）、ISBN 978-4-04-867849-0
  6. 2009年12月10日初版発行（同日発売[6]）、ISBN 978-4-04-868199-5
  7. 2010年7月10日初版発行（同日発売[7]）、ISBN 978-4-04-868648-8
  8. 2010年12月10日初版発行（同日発売[8]）、ISBN 978-4-04-870134-1
  9. 2011年7月10日初版発行（同日発売[9]）、ISBN 978-4-04-870595-0
  10. 2011年10月10日初版発行（同日発売[10]）、ISBN 978-4-04-870959-0